# Publio Ovidio Nasone
Publio Ovidio Nasone, noto semplicemente come Ovidio (in latino Publius Ovidius Naso, pronuncia classica o restituta: [ˈpuːblɪ.ʊs ɔˈwɪdɪ.ʊs ˈnaːsoː]; Sulmona, 20 marzo 43 a.C. – Tomi, 17 o 18 d.C.), è stato un poeta romano, tra i principali esponenti della letteratura latina e della poesia elegiaca.
Fu autore di molte opere, tradizionalmente situabili in tre fasi, la prima delle quali tra il 23 a.C. e il 2 d.C., rappresentata dalle opere elegiache di argomento amoroso e comprende gli Amores, le Heroides (Epistulae heroidum) e il ciclo delle elegie a carattere erotico-didascalico. Le  opere della seconda fase, tra il 2 d.C. e l'8 d.C., sono Metamorfosi, il suo capolavoro (Metamorphōses o Metamorphosěon libri) e i Fasti, di intonazione religiosa, mitologica e politica. Nella terza e ultima fase della produzione ovidiana, compresa tra l'8 d.C. e la morte (17 o 18 d.C.), anni in cui il poeta venne esiliato a Costanza (nell'attuale Romania), si includono le elegie dell'invettiva e del rimpianto: Tristia (Tristezze), Epistulae ex Ponto (Lettere dal Ponto) e Ibis.
Ovidio fu autore anche di altre opere, andate oggi perdute, tra cui una Gigantomachia e una tragedia, la Medea.
La fama di Ovidio fu grande in vita quanto nelle epoche successive alla sua morte: ne riprendono i temi o ne imitano lo stile, tra gli altri, Dante Alighieri, Francesco Petrarca, Giovanni Boccaccio, Ludovico Ariosto, William Shakespeare, Giambattista Marino e Gabriele D'Annunzio. Inoltre, innumerevoli sono gli spunti che le Metamorfosi dell'autore hanno fornito a pittori e scultori italiani ed europei.

## Biografia

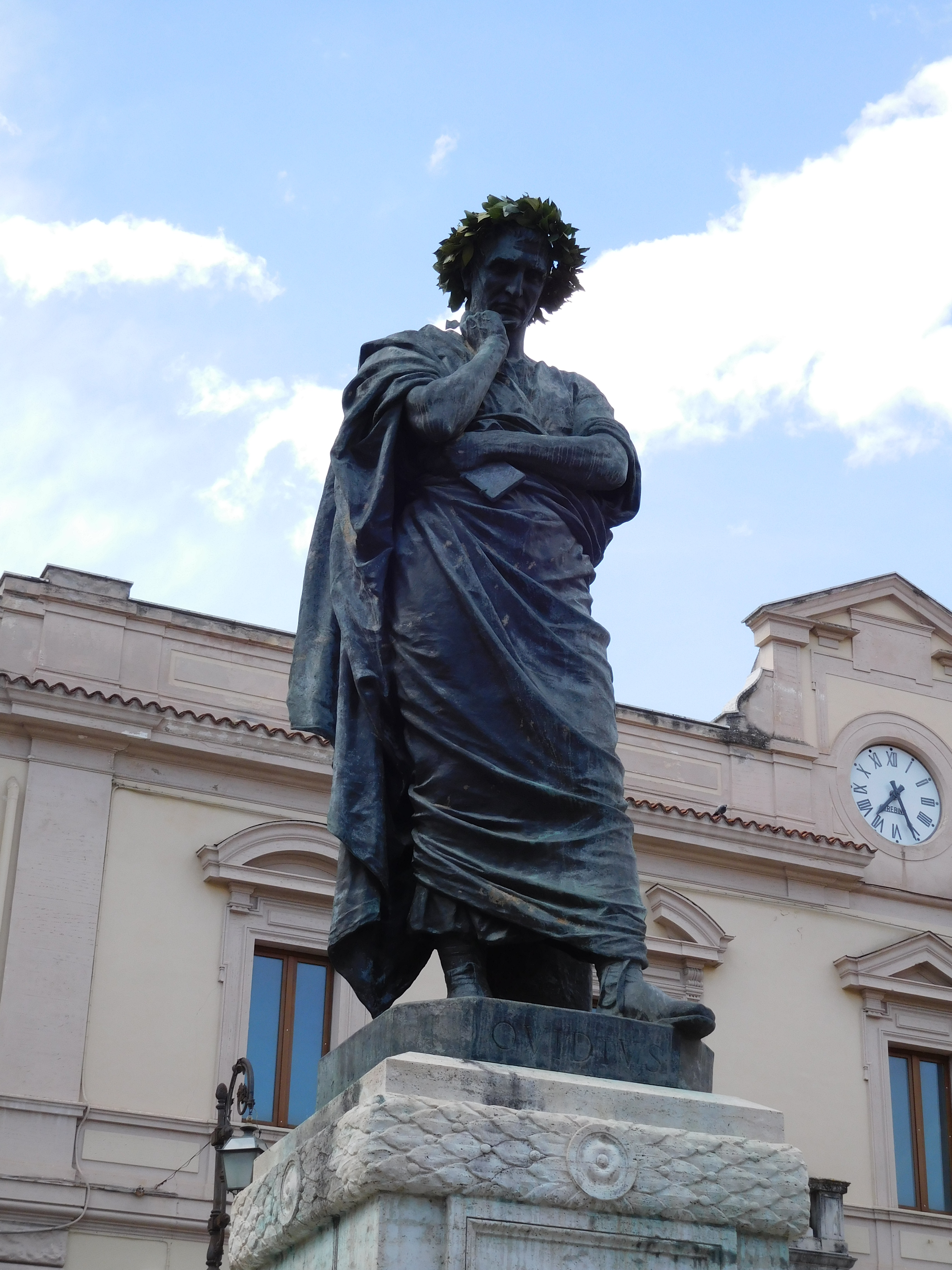
Statua di Ovidio a Sulmona, opera di Ettore Ferrari (1925)

Sulla vita di Ovidio le uniche testimonianze più circostanziate provengono dal poeta stesso, fondamentalmente dall'elegia di natura autobiografica nel quarto libro dei Tristia.

### La formazione e la carriera
Ovidio nacque a Sulmo (l'odierna Sulmona, in provincia dell'Aquila), nella Regio IV Samnium, il 20 marzo del 43 a.C. in una famiglia facoltosa appartenente alla classe equestre. All'età di 12 anni si recò a Roma con il fratello Lucio, poi morto prematuramente, per completare gli studi, dove ebbe, appunto, modo di frequentarne le lezioni di grammatica e retorica dai più insigni maestri dell'Urbe, quali Marco Aurelio Fusco e Marco Porcio Latroneː Seneca il Vecchio, che ci riporta tali notizie, ricorda, inoltre, che Ovidio declamava raramente, per lo più suasorie. In seguito si recò, com'era costume ormai da un secolo, ad Atene, visitando, durante il viaggio di ritorno, le città dell'Asia Minore, l'Egitto e per un anno soggiornò in Sicilia.
Tornato a Roma, Ovidio intraprese la carriera pubblica, senza distinguersi per zelo o importanza di honoresː fu, infatti, uno dei decemviri stlitibus iudicandis e dei tresviri, i funzionari, forse, di polizia giudiziaria. Non aspirò, comunque, al seggio nel Senato, soddisfatto della propria dignità equestre e, contrariamente al fratello e contro la volontà di suo padre, si dedicò agli studi letterari. Inizialmente ebbe contatti con il circolo di Messalla Corvino, che lo stimolò a dedicarsi alle lettere, conoscendo, poi, Properzio e, per poco, Virgilio, dal primo dei quali trasse l'ispirazione per la poesia elegiaca.
Intanto, si sposò per tre volte: ma, se nei primi due casi, divorziò presto, il terzo matrimonio è invece il più significativo. Delle prime due mogli non si sa nulla, tranne che da una di loro nasce Ovidia, a sua volta scrittrice colta. Il terzo matrimonio con Fabia, appartenente all'omonima gens, vedova con una figlia, gli avrebbe dato una fedele consorte nella gioia e nel dolore, della quale il poeta, nelle sue opere, conserva un ricordo commosso.

### Larelegatioa Tomi e la morte
Nell'8 d.C. Ovidio cade in disgrazia presso l'imperatore Augusto e viene relegato nella lontana Tomi (oggi Costanza), un piccolo centro portuale sul mar Nero, nell'attuale Romania. Nei Tristia, scrive: 
alterius facti culpa silenda mihi.»
(Tristia IV, 1, v.207 ss.)
Il poeta dunque attribuisce l'esilio a un carmen et error, ma tale vaga espressione ha favorito il proliferare di interpretazioni diverse, alcune probabili, altre più fantasiose, riguardo al possibile error. In primo luogo, Ovidio potrebbe aver avuto illecite relazioni con Giulia maggiore, figlia dell'allora imperatore Augusto e della seconda moglie Scribonia, nonché già moglie del futuro imperatore Tiberio (figliastro di Augusto, in quanto figlio della terza moglie Livia Drusilla e del primo marito di costei): Giulia maggiore sarebbe cantata negli Amores con lo pseudonimo di Corinna; le allusioni e i parallelismi negli Amores attorno alla figura di Corinna furono visti come tentativo per danneggiare l'immagine di Tiberio, intralciando i piani di successione di Livia Drusilla madre di costui. Ancora, Ovidio sarebbe stato sospettato di favoreggiamento e forse di correità nelle relazioni di Giulia minore, figlia di Giulia maggiore, nipote di Augusto e moglie di Lucio Emilio Paolo, col giovane patrizio Decimo Giunio Silano, oppure avrebbe scoperto illeciti rapporti di Augusto a corte o avrebbe curiosato imprudentemente sulla condotta privata e sulle abitudini intime di Livia Drusilla; o ancora, avrebbe partecipato alla congiura di Agrippa Postumo, pretendente al trono, contro Tiberio.

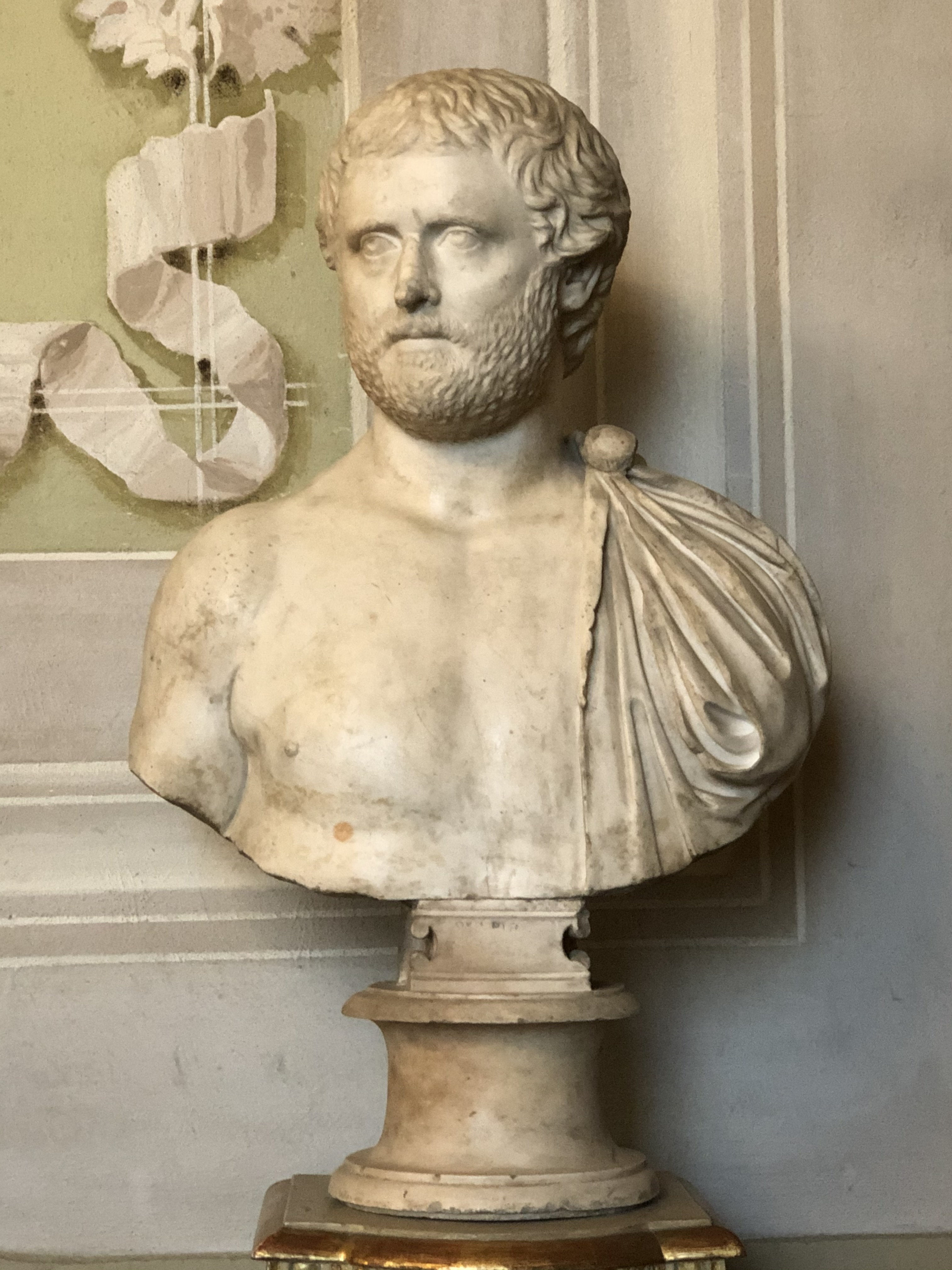
Busto detto di Ovidio, Galleria degli Uffizi, Firenze

Il termine carmen farebbe, invece, riferimento alle opere di Ovidio, in contrasto con i princìpi della restaurazione augustea (specialmente l'Ars amatoria): secondo Felice Vinci e Arduino Maiuri, avrebbe rivelato in un carme il nome segreto di Roma, che sarebbe stato Maia, la Pleiade madre di Mercurio; tale atto era passibile di pena capitale, ma Augusto lo avrebbe punito solo con l'esilio, mantenuto da Tiberio. D'altra parte, l'Ars amatoria, cioè il carmen, fu pubblicato oltre sette anni prima la condanna alla relegatio, per cui non può essere stata la sola causa della condanna: è necessario anche l'error citato da Ovidio insieme al carmen. Non si sa esattamente quale sia stato l'error ma deve sicuramente essere un fatto personale molto grave, tale da giustificare l'improvvisa decisione di Augusto il quale, per di più, non perdonò mai il poeta, nonostante le suppliche sue e degli amici.
L'oscurità delle cause dell'esilio di Ovidio ha dato luogo a infinite spiegazioni. Ovidio fa più volte riferimento al suo reato, fornendo però spiegazioni vaghe o contraddittorie, certamente soffrendo la relegatio che questo reato gli avrebbe causato. Per questo, nel 1923, J.J. Hartmann propose una nuova teoria: che Ovidio in realtà non abbia mai patito la relegatio, e che il riferimento all'esilio sia il prodotto della sua fervida immaginazione. Questa teoria ha avuto alterne fortune negli anni trenta del Novecento (i maggiori sostenitori furono alcuni autori olandesi).
Nel 1985, uno studio di Fitton Brown ha avanzato nuove argomentazioni a sostegno dell'ipotesi, scrivendo un articolo che provocò una piccola polemica, con una serie di riprese e confutazioni. L'elemento principale affermato da Fitton Brown per negare la realtà dell'esilio è che questo viene menzionato solo o soprattutto nelle opere dello stesso Ovidio, e non si trovano riferimenti a esso anche dove sarebbe stato lecito aspettarseli (ad esempio in storici che hanno trattato l'età di Augusto come Tacito o Svetonio). Le eccezioni, di poco posteriori alla morte di Ovidio, sono costituite da due brevissimi passaggi in Plinio il Vecchio, e in Stazio. Poi, più niente fino al IV secolo, con brevi menzioni in Girolamo e nell'Epitome de Caesaribus.
Oggi, tuttavia, la maggior parte degli studiosi ritiene poco credibili le ipotesi che negano la realtà dell'esilio di Ovidio.
Nemmeno Tiberio, succeduto ad Augusto nel 14 d.C., perdonò Ovidio, tant'è che il poeta muore tra il 17 e il 18 d.C. (più probabilmente nel 18), nella stessa terra, a lui del tutto estranea, dove è stato relegato un decennio prima. Il 14 dicembre 2017 il Comune di Roma riabilita, infine, Ovidio, su proposta della sua Sulmona, in cui già nel XV secolo fu costruita una statua di Ovidio, citata da Edward Lear nei suoi diari di viaggio in Abruzzo, ora conservata nel Museo civico archeologico Santissima Annunziata. Nel 1925 una nuova statua monumentale viene realizzata da Ettore Ferrari in piazza XX Settembre, lungo il corso intitolato al poeta. Di Ovidio a Sulmona si occuparono per primo Ercole Ciofano umanista, poi Emiliano De Matteis, storico, e poi Antonio De Nino e Giovanni Pansa.

## Opere
Ovidio scrisse un gran numero di opere, che possono essere facilmente divise in tre gruppi: le opere giovanili o amorose, le maggiori o della maturità e le opere dell'esilio. Altre opere sono andate pressoché perdute, mentre altre sono state erroneamente attribuite al poeta.

### Opere giovanili
Gli Amores, in tre libri, sono 49 carmi che narrano la storia d'amore per una donna chiamata Corinna (personaggio letterario), secondo lo stile e le convenzioni dell'elegia amorosa: il poeta è asservito alla domina, soffre per le sue infedeltà, è geloso degli altri ammiratori e contrappone la vita militare alla vita amorosa. Ma Ovidio non soffre drammaticamente come Catullo e mantiene sempre un certo distacco intellettuale: vede l'amore come un gioco e questa concezione amorosa si traduce e si esplica in un ribaltamento degli atteggiamenti e dei temi tradizionali (Ovidio giunge ad amare anche due donne contemporaneamente, chiede all'amata non di essergli fedele ma di nascondergli i tradimenti affinché lui possa fingere di non sapere).
Perduta è la Medea, tragedia lodata dai contemporanei.
Le Heroides sono 21 lettere che Ovidio immagina scritte da donne famose ai loro amanti. Tre lettere, in particolare, hanno una risposta da parte dell'uomo amato. Si tratta di una tipologia completamente nuova per la letteratura latina: il filone erotico-mitologico viene per la prima volta svolto in forma epistolare (alcuni studiosi hanno trovato per questo analogie con le suasoriae, discorsi fittizi rivolti a personaggi mitici o storici per persuaderli o dissuaderli in determinate circostanze). Vi sono numerosi parallelismi con l'epica e con la tragedia (in particolare i monologhi delle eroine euripidee) e non mancano addirittura rivisitazioni e riscritture di alcuni miti (come nel caso della lettera di Fedra a Ippolito, nella quale la matrigna veste i panni di una scaltra seduttrice piuttosto che quelli di una donna disperata).
Infine, tre opere strettamente collegate, a partire dalla Ars amatoria, 1 a.C. - 1 d.C., in tre libri. Secondo Concetto Marchesi, si tratta del "capolavoro della poesia erotica latina" in cui Ovidio si fa praeceptor amoris, un ruolo comunque svolto da quasi tutti i poeti elegiaci ma che, grazie a una sapiente mescolanza di generi (elegia, epica didascalica, precettistica tecnica), riesce ad acquisire un'importanza maggiore. I primi due libri sono dedicati agli uomini e trattano, rispettivamente, la conquista della donna e le tecniche di seduzione, e come far durare l'amore. Il III libro si propone di dare preziosi consigli alle donne: il modello più frequente è quello "predatorio della caccia" e l'oggetto della caccia non è più l'amore, ma il sesso. Infatti, Ovidio consiglia di non innamorarsi, ma di saper vivere l'amore come un gioco, arrivando ad ammettere anche il tradimento in una relazione. Per Ovidio il tradimento è un elemento base della società del suo periodo, non si riferisce solo al rapporto del matrimonio e non è diffuso solo tra le donne per bene. Egli dà consigli alle liberte, alle schiave e alle cortigiane, per cui l'Ars amatoria rappresenta vivacemente il quadro sociale del tempo di Ovidio; dunque non stupisce il fatto che l'opera non sia stata apprezzata da Augusto (probabilmente per il velato rifiuto dei modelli etici arcaici). La Ars viene, di fatto, capovolta nei Remedia amoris, circa 400 distici elegiaci per resistere all'amore o liberarsene. Entrambe le opere vengono completate dai Medicamina faciei femineae, un'operetta sui cosmetici delle donne. Di quest'opera ci sono pervenuti solo 100 versi: i primi 50 costituiscono il proemio, i successivi 50 propongono cinque ricette di creme da applicare sul viso.

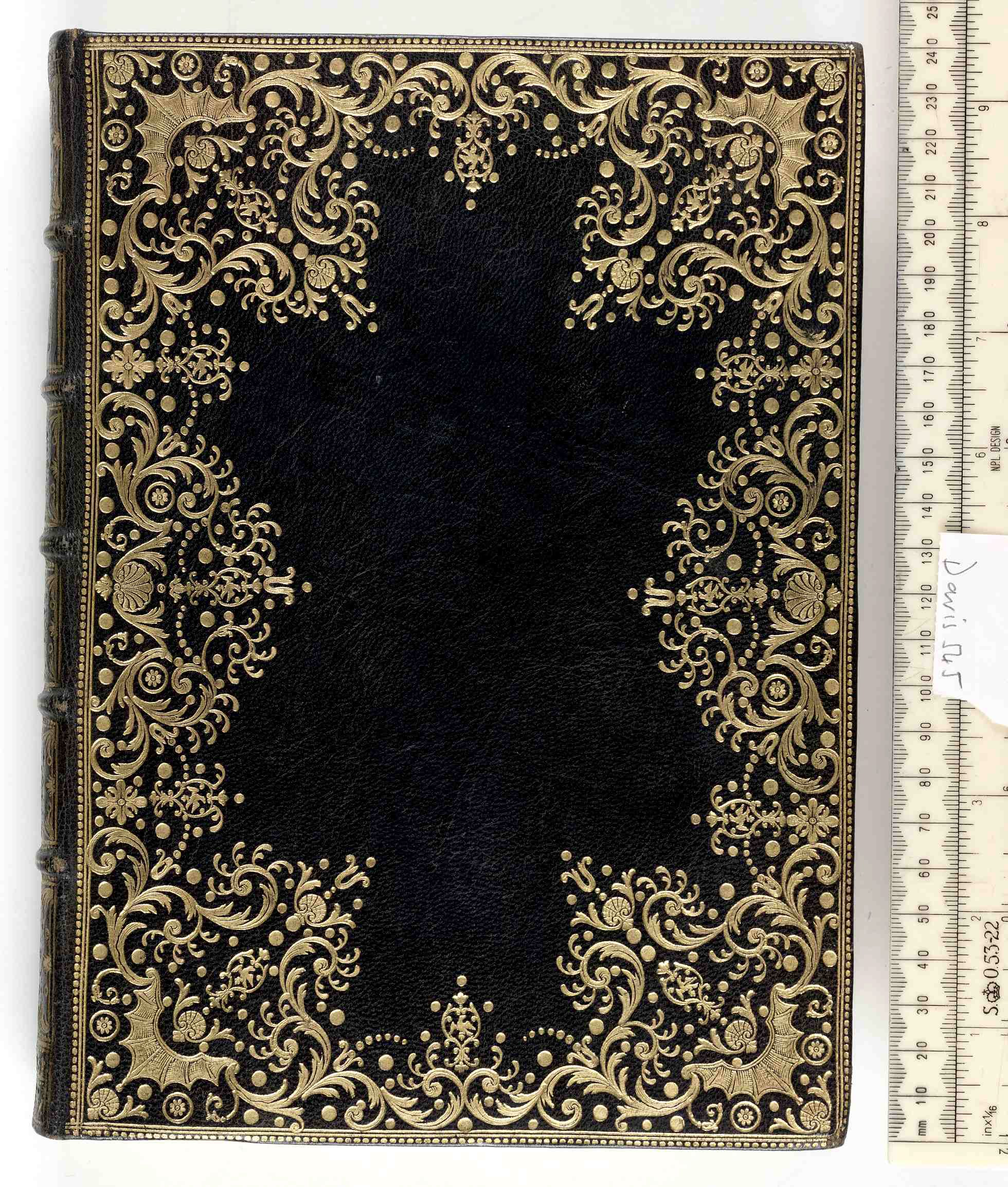
Le metamorfosi di Ovidio, con annotazioni di M. G. Horologgi - copertina di Nicolas-Denis Derome

### Opere maggiori o della maturità
Le metamorfosi, in 15 libri di esametri, sono il capolavoro di Ovidio, ultimato poco prima dell'esilio, che contiene più di 250 miti di trasformazioni, dal Caos all'apoteosi di Cesare e Augusto. L'opera si chiude con una preghiera agli dei, affinché questi preservino a lungo l'imperatore Augusto. Scritto in esametri, in quindici libri (per circa 12 000 versi), vi si trova tutta la storia mitica del mondo, ma riorganizzata da Ovidio in una serie di racconti continuati. Il criterio generale di compilazione segue l'ordine cronologico, ma molto spesso Ovidio introduce eventi anteriori al fatto narrato o posteriori, collega le storie in base a rapporti familiari, elabora i racconti secondo affinità o diversità. Insomma si tratta di un racconto mosso e articolato, talvolta al limite dell'artificio, che mostra l'abilità stupefacente del poeta di legare tra di loro storie che apparentemente non hanno un filo logico comune. L'unico principio unificatore è la metamorfosi. Tra gli strumenti adottati dal poeta vi è il "racconto nel racconto", grazie al quale trasforma i personaggi "narrati" in personaggi "narranti" che raccontano vicende proprie o altrui. L'opera lo rese illustrissimo presso i contemporanei. Contiene anche un invito al vegetarianesimo rivolto ai Romani, con una spiegazione della teoria della metempsicosi di intonazione orfico-neopitagorica.
I Fasti, in sei libri, nelle intenzioni dell'autore avrebbero dovuto essere di dodici libri, uno per ogni mese dell'anno, ma Ovidio ne scrisse solo sei (da gennaio a giugno) a causa dell'esilio. Egli intendeva illustrare (secondo un procedimento simile a quello utilizzato negli Aitia di Callimaco) le feste religiose e le ricorrenze varie del calendario romano introdotto da Cesare. Si tratta di un'opera di carattere eziologico ed erudito, ispirata al gusto alessandrino; Ovidio narra aneddoti, favole, episodi della storia di Roma, impartisce nozioni di astronomia, spiega usanze e tradizioni popolari. Ma l'intento celebrativo rimane esteriore, non essendo sorretto né da un interesse storico-religioso, né dal senso patriottico della grandezza di Roma.

### Opere dell'esilio
Di uguale intento sono due opere elegiache. I Tristia, in cinque libri di distici elegiaci, riprendono un tratto tipico della poesia elegiaca, il lamento. Ne derivano un centinaio di componimenti, che sono senza destinatario, a differenza delle Epistulae ex Ponto, lettere poetiche raggruppate in quattro libri, indirizzate a vari personaggi romani (tra cui la terza moglie del poeta, rimasta a Roma) affinché potessero intercedere presso l'imperatore per porre fine all'esilio o, quantomeno, trasferire il poeta in una località più vicina a Roma.
Di diverso tenore è il poemetto Ibis, carme imprecatorio contro un anonimo avversario di Ovidio, prima suo amico e poi calunniatore.
Ancora, ci è giunto, mutilo, un poemetto didascalico, gli Halieutica, sulla pesca nel Ponto, di discussa autenticità, e si ha notizia dei Phaenomena, poema astronomico non giunto, come altre opere cui allude in particolare nelle Epistulae ex Ponto: un carme in lingua getica, in onore di Augusto e della famiglia imperiale (De Caesare); un carme, sempre in lingua getica, in onore di Tiberio, vincitore degli Illiri; un elogio in morte di Messalla Corvino; un epitalamio per le nozze dell'amico Paolo Fabio Massimo.
Non sono di Ovidio né il poemetto Nux di 182 versi (elegia in cui un noce si lamenta delle sassate che riceve ingiustamente dai passanti), né una Consolatio ad Liviam di 474 versi, carme consolatorio alla moglie di Augusto per la morte del figlio Druso maggiore, nel 9 a.C. Qualche tardo manoscritto li attribuisce a Ovidio, ma ragioni stilistiche e metriche, oltre che di contenuto, fanno pensare a qualche imitatore posteriore.

## Stile

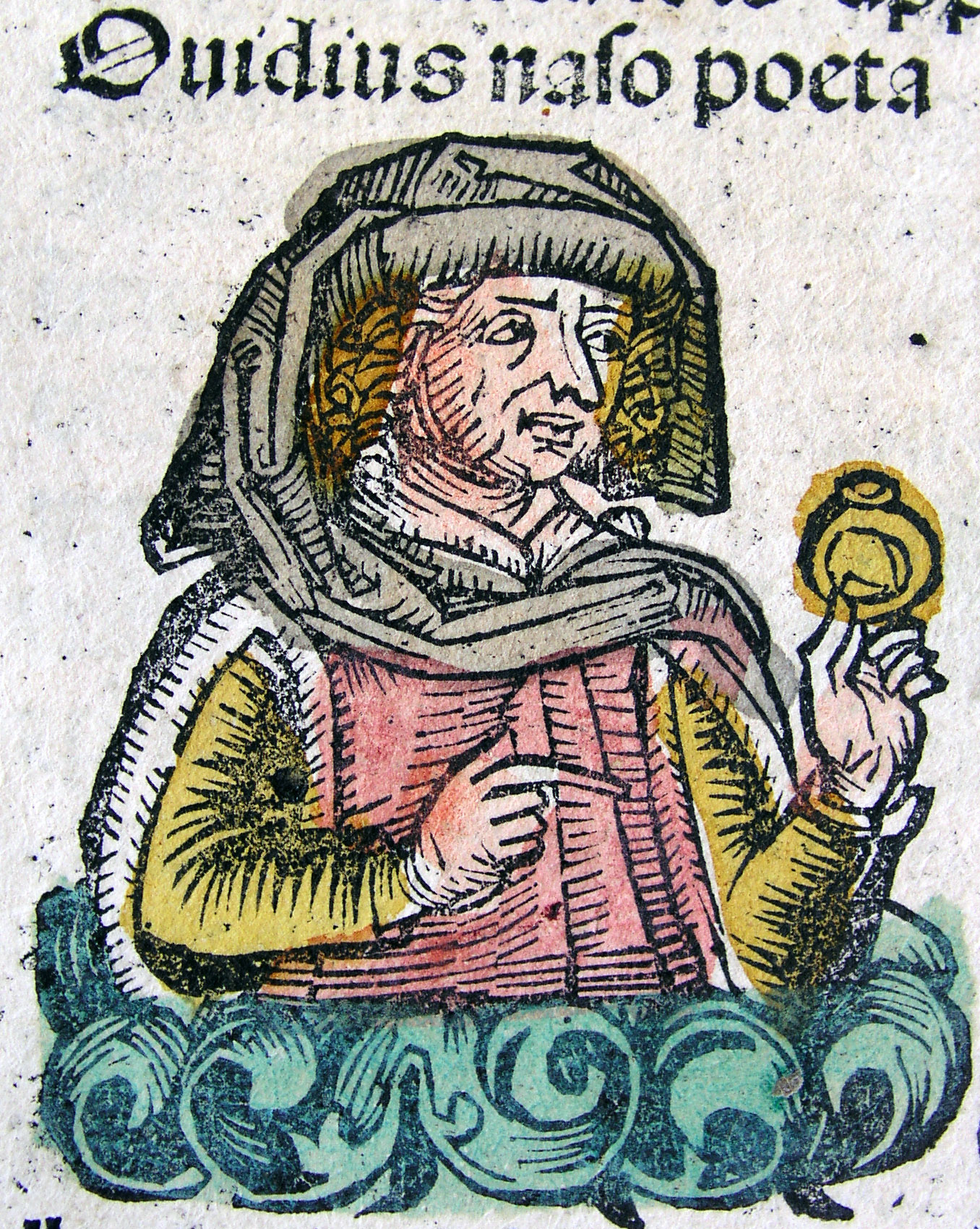
Ovidio immaginato dalle Cronache di Norimberga

La tendenza al galante e al piccante, a un certo ateismo di maniera, e l'indifferenza alla vita politica gli derivano dalla gioventù dorata imperiale, della quale Ovidio era uno dei rappresentanti più onesti, e per la quale egli scriveva.
I rapporti dell'autore con le sue fonti, sono problema importante per il filologo; ma più che ai suoi predecessori, egli deve molto all'ambiente culturale che lo circondava.
La vitalità del poeta è inesauribile. Il Medioevo lo considerò non inferiore a Virgilio e un'intera stagione della letteratura medievale volgare e mediolatina, la rinascita del XII secolo, può essere considerata anche come un rinascimento ovidiano (Ludwig Traube coniò per questo il termine di Aetas Ovidiana): in Italia, Francia, Germania, egli fu il "chierico d'amore". Brunetto Latini scrive di lui: «e in un ricco manto - vidi Ovidio Maggiore - che gli atti de l'amore - rassembra e mette in versi».
Lo testimoniano anche gli Integumenta super Ovidii Metamorphoses, le traduzioni di Giovanni del Virgilio, di Giovanni de' Buonsignori e di Arrigo Simintendi e l'Ovide moralisé.
Ebbe notevole influenza su poeti e scrittori inglesi quali Chaucer (La casa della fama, La leggenda delle donne eccellenti) e Shakespeare (Venere e Adone, Il ratto di Lucrezia, Romeo e Giulietta), così come su tutta la poesia umanistica italiana e sullo stile dotto e sui carmi dei filologi franco-olandesi.

## Fortuna nel Medioevo e in età moderna
Ovidio godette di un grande credito in tutti i secoli del Medioevo e dell'età moderna.
Dante Alighieri nella Divina commedia colloca Ovidio nel Limbo (I cerchio infernale) tra gli "spiriti magni" come personalità illustre, ma senza battesimo. Collocato da Dante accanto ai poeti Orazio e Lucano, ossia i principali poeti del Medioevo dopo Virgilio, presentati con un ordine indicativo in base probabilmente a una gerarchia d'importanza, Ovidio viene dopo Orazio ma prima di Lucano. I quattro 'Spiriti Magni' si felicitano per il ritorno di Virgilio nel Limbo e accolgono Dante nella loro 'bella scola': Dante si gloria di essere il sesto di 'cotanto senno'. L'importanza di Ovidio e della sua poesia ha un'importanza vitale nella Commedia: il repertorio mitografico delle Metamorfosi è per Dante strumento poetico fondamentale nonché inestinguibile fonte di immagini, similitudini e riferimenti al mondo classico. L'Alighieri non manca però di citare spesso l'autore e il suo poema anche in situazione di contrasto, come nel caso della poesia di Virgilio (episodio infernale di Caco, figlio di Vulcano), o per gareggiare in maniera esplicita con Ovidio stesso nel descrivere le trasmutazioni dei ladri della VII Bolgia, mettendole a confronto con quelle degli episodi narrati di Cadmo e Aretusa nelle Metamorfosi (IV, 563 ss. e V 572 ss.). Dante infatti in tutti i suoi scritti quando accenna alla mitologia antica si rifà sempre a Ovidio.
Un altro periodo in cui l'autore latino venne particolarmente ammirato e preso a modello è il barocco, in primo luogo perché il gusto della Metamorfosi era particolarmente grato alla sensibilità di questo periodo. Basti citare il capolavoro del Bernini, Apollo e Dafne, che è una perfetta rappresentazione visiva dei versi ovidiani sull'argomento.

## Celebrazioni

Francobollo per il bimillenario della nascita di Ovidio (1957)

- A Sulmona viene ogni anno organizzato dal Liceo Classico "Ovidio" della città il Certamen Ovidianum Sulmonense, gara internazionale di traduzione di brani estratti dalle opere ovidiane per licei ginnasiali.
- La Biblioteca Comunale Ovidio di Sulmona celebra ogni anno il Dies Natalis di Ovidio (20 marzo) con la deposizione di una corona d'alloro sul capo del poeta alla presenza degli studenti delle scuole cittadine e con le note della Banda degli Istituti 'S.M.P. Serafini' ed 'Enrico Fermi'. Durante la cerimonia gli studenti del Liceo Classico Ovidio leggono versi in latino del poeta.
- SMPE, Sulmo mihi patria est. È un acronimo tratto dai versi di un'opera ovidiana (i Tristia, per la precisione) ed è diventato simbolo della città di Sulmona.
- Il 10 giugno 1957 le Poste italiane gli hanno dedicato un francobollo per celebrare il bimillenario della nascita.
- A Ovidio è dedicato il secondo atto dell'opera Le Muse galanti di Jean-Jacques Rousseau.[18]
- Ovidio è il protagonista e il narratore in prima persona del romanzo dell'autore romeno Vintilă Horia Dio è nato in esilio, vincitore del Premio Goncourt 1960.
- Gli è stata intitolata un'università in Romania (l'Università Ovidius).